# Dinamo Briańsk
Dinamo Briańsk (ros. Динамо-Брянск), właśc. „Assocyacyja NP Futbolnyj kłub »Dinamo-Briansk«” (ros. Ассоциация НП «Футбольный клуб «Динамо-Брянск») – rosyjski klub piłkarski z siedzibą w Briańsku.

## Historia
- 1931—...: Dinamo Briańsk (ros. Динамо-Брянск)

Piłkarska drużyna Dinamo została założona w 1931 w Briańsku przez oficera GPU Filareta Adamowicza. Na początku uczestniczyła w rozgrywkach obwodów zachodnich ZSRR i był jednym z liderów. Po włączeniu obwodu briańskiego do składu obwodu orłowskiego zespół stracił pozycje lidera.
Po II wojnie światowej obwód briański został odnowiony i drużyna w 1949 oraz w 1952 uczestniczyła w rozgrywkach Mistrzostw Rosyjskiej FSRR. W 1959 Dynamo zdobyło mistrzostwo obwodu, co pozwoliło w 1960 zadebiutować w Klasie B Mistrzostw ZSRR, gdzie występował trzy sezony, a w 1962 spadł do niższej ligi.
W 1968 zespół zajął pierwsze miejsce w swojej grupie i w turnieju finałowym wywalczył awans do Drugiej grupy A, podgrupy 1. Jednak nie utrzymał się w niej i z powrotem spadł do Drugiej Ligi, w której występował do 1992.
W Mistrzostwach Rosji klub występował najpierw w Drugiej Lidze w 1992-1993, następnie w 1994-1997 w Trzeciej Lidze oraz do 2003 w Drugiej Dywizji, grupie Centralnej.
W 2003 klub zajął drugie miejsce w swojej grupie, ale po wyjściu z członkostwa Profesjonalnej Piłkarskiej Ligi klubu Dinamo Petersburg otrzymał prawo uczestniczenia w Pierwszej Dywizji.
W 2008 klub zajął 21. miejsce i spadł do Drugiej Dywizji, grupy Centralnej.

## Sukcesy
- 9. miejsce w Pierwszej Lidze ZSRR: 1961
- 1/64 finału w Pucharze ZSRR: 1986, 1987, 1991
- 8. miejsce w Rosyjskiej Pierwszej Dywizji: 2007
- 1/2 finału w Pucharze Rosji: 2007

## Znani piłkarze
- / Wiktor Aniczkin
- / Władimir Astapowski
- / Siergiej Filipienkow
- / Walentin Iwanow
- / Walerij Pietrakow
- Willer Souza Oliveira